# Herbertów
Herbertów – część miasta Zelów w Polsce, w województwie łódzkim, w powiecie bełchatowskim, gminie Zelów.
Na terenie Herbertowa znajduje się działająca fabryka włókiennicza.

## Historia
Dawniej samodzielna wieś. Od 1867 w gminie Buczek w powiecie łaskim. W okresie międzywojennym należał do woj. łódzkiego. 2 października 1933 utworzono gromadę Czarny Las w granicach gminy Buczek, składającą się ze wsi Czarny Las, wsi Herbertów, folwarku Herbertów-Parcele i osady Herbertów. Podczas II wojny światowej włączony do III Rzeszy.
Po wojnie Herbertów  powrócił do powiatu łaskiego w woj. łódzkim, nadal jako składowa gromady Czarny Las, jednej z 16 gromad gminy Buczek. 22 czerwca 1953 gromadę Czarny Las zniesiono, a jej obszar włączono do gromady Wola Bachorska w gminie Buczek.
W związku z reorganizacją administracji wiejskiej jesienią 1954, wieś Herbertów, parcelacja Herbertów, osada Herbertów i osada Herbertów Nr 1 weszły w skład nowej gromady Zelów. 13 listopada 1954, po pięciu tygodniach, gromadę Zelów zniesiono w związku z nadaniem jej statusu osiedla (robotniczego), w związku z czym Herbertów stał się integralną częścią osiedla Zelowa, a po nadaniu Zelowowi statusu miasta 31 stycznia 1957 – częścią miasta.